# Mark-77-Bombe

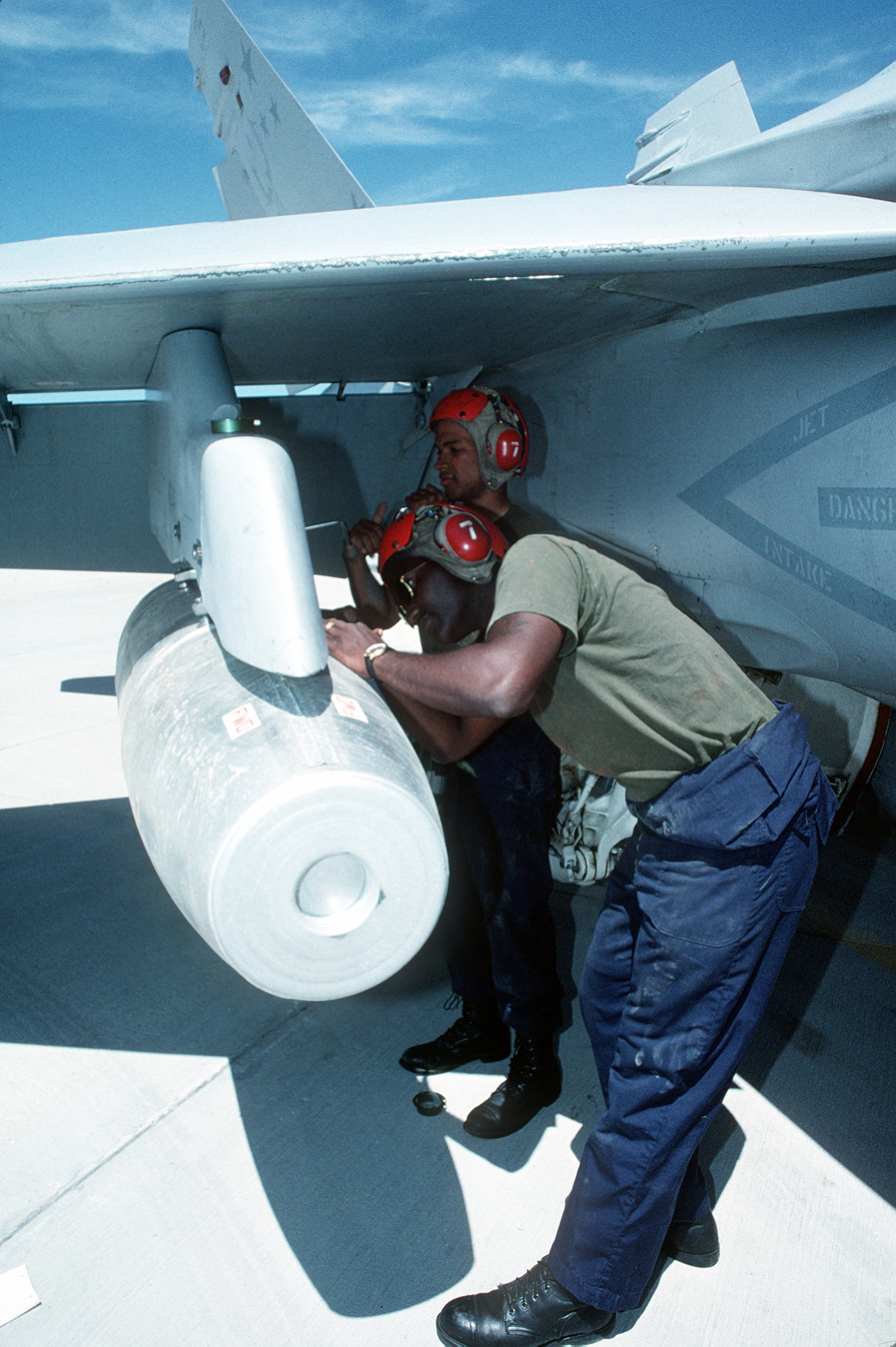
MK-77-Bombe an einer F/A-18 (1993)

Die Mark-77-Bombe (Mk-77) ist eine Brandbombe mit einer Napalm-konformen Brandmischung. Als Freifallbombe kann sie nach dem Abwurf nicht gelenkt werden. Sie ist eine Weiterentwicklung der Napalm-Bomben, die von den USA im Korea- und Vietnamkrieg eingesetzt wurden. Die Bombe platzt beim Aufschlag und verteilt das Brandmittel über eine große Fläche. Die Mk-77 besteht aus einem relativ leichten Aluminiumbehälter, der etwa 284 Liter (= 75 amerikanische Gallonen) Brandmittel aufnehmen kann.

## Einsätze
Die Mk-77 ist die einzige Brandbombe, die momentan von den amerikanischen Streitkräften verwendet wird. Während des Zweiten Golfkrieges wurden etwa 500 Mk-77 abgeworfen. Sie wurden hauptsächlich von AV-8B Harrier der U.S. Marines eingesetzt und dazu benutzt, mit Öl gefüllte Gräben zu entzünden, die als Barriere in Südkuwait errichtet worden waren. Im Dritten Golfkrieg 2003 setzten die US-Streitkräfte die Mk-77 ebenfalls ein. Das Verteidigungsministerium der Vereinigten Staaten behauptet zwar, sein Napalm-Arsenal 2001 vernichtet zu haben, lehnte aber den Verzicht auf die Mk-77 ab, da das Brandmittel Kerosin statt Benzin enthält und daher nicht als Napalm zu klassifizieren sei. Die Substanz sei zwar „bemerkenswert ähnlich“, jedoch verursache sie „weniger Umweltschäden“.